# 1931 Чапек
1931 Чапек (1931 Čapek) — астероїд головного поясу, відкритий 22 серпня 1969 року чехословацьким астрономом Любошем Когоутеком. Названо на честь чеського письменника Карела Чапека.
Тіссеранів параметр щодо Юпітера — 3,379.